# Egeo (nome)
Egeo  è un nome proprio di persona italiano maschile.

## Varianti
- Femminili: Egea

### Varianti in altre lingue
- Bretone: Aigeüs
- Catalano: Egeu
- Corso: Egeiu
- Francese: Égée
- Greco antico: Αιγέας (Aigeas)[2][3], Αἰγεύς (Aigeus)[4]
- Greco moderno: Αιγέας (Aigeas)
- Latino: Aegeus[1][4], Aegeas[3]
- Lituano: Egėjas
- Norvegese: Aigevs
- Polacco: Egeusz
- Portoghese: Egeu
- Rumeno: Egeu
- Russo: Эгей (Ėgej)
- Sloveno: Egej
- Spagnolo: Egeo
- Ungherese: Aigeusz

## Origine e diffusione

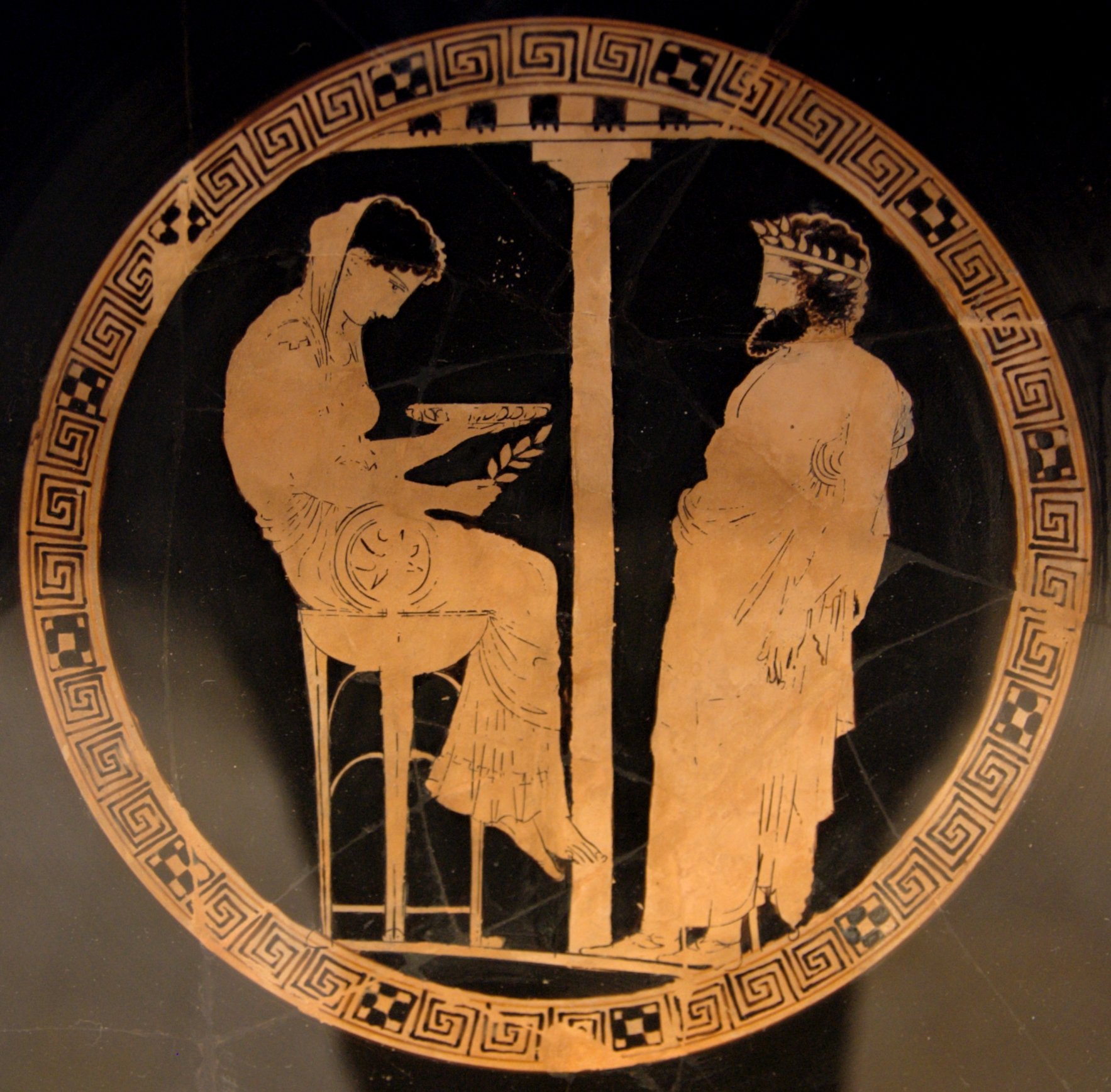
Egeo raffigurato assieme a Temi su una kylix attica

Si tratta di un nome di chiara tradizione classica, essendo portato nella mitologia greca da Egeo, re di Atene e padre di Teseo da cui, secondo la leggenda, prende il nome il Mar Egeo (che però potrebbe anche basarsi sul greco aiges, "onde", o potrebbe avere un'ignota origine pregreca).
Deriva da Aegeus, una forma latinizzata del greco antico Αἰγεύς (Aigeus), a sua volta variante di Αιγέας (Aigeas). Esso può essere derivato dal termine αἰγίς (aigis), che significa "pelle di capra", ma fa anche riferimento all'Egida di Zeus o di Atena, oppure al termine correlato αἴγειος (aigeios, "caprino", "della capra"). Alla stessa radice risale anche il nome Egidio. 
In alternativa, viene ricondotto al greco αἴξ (aix, "alta onda"). Non è infine da scartare l'ipotesi che sia il nome del re mitologico a derivare da quello del mare, e non viceversa.

## Onomastico
Il nome è adespota, non essendovi santi patroni. L'onomastico si può festeggiare il 1º novembre per la festa di Ognissanti.

## Persone
- Egeo Broccolino, generale italiano